# سرگی زوبوف
سرگی زوبوف (انگلیسی: Sergei Zubov؛ زادهٔ ۲۲ ژوئیهٔ ۱۹۷۰) بازیکن هاکی روی یخ اهل روسیه بود.

از باشگاه‌هایی که او در آن بازی کرده‌، می‌توان به نیویورک رنجرز اشاره کرد.
زوبوف همچنین برندهٔ جوایزی همچون جام استنلی شده‌است.